# Relaciones Estados Unidos-Finlandia
Las relaciones Estados Unidos-Finlandia son las relaciones diplomáticas entre Estados Unidos y Finlandia. Según el Informe de liderazgo global de EE. UU. de 2012, el 48% de los finlandeses aprueba el liderazgo de EE. UU., con un 34% de desaprobación y un 18% de incertidumbre.

## Relaciones históricas
Tras la declaración de independencia de Finlandia el 6 de diciembre de 1917, el gobierno de los Estados Unidos fue uno de los primeros en reconocerlo. Las relaciones diplomáticas entre los dos gobiernos se establecieron en 1920 a nivel de legación.
Durante la Segunda Guerra Mundial, mientras el gobierno finlandés cooperó con las Potencias del Eje, las relaciones se mantuvieron sin embargo. El gobierno de los Estados Unidos resistió las presiones soviéticas para declarar la guerra a Finlandia, pero el 30 de junio de 1944 acordó romper las relaciones diplomáticas con el gobierno finlandés. Tras la retirada finlandesa de la guerra y la acción finlandesa contra las tropas alemanas a principios de 1945, el gobierno de los Estados Unidos reabrió su legación en Helsinki el 1 de marzo de 1945. El 20 de agosto de 1945, se iniciaron negociaciones entre los dos gobiernos para restablecer las relaciones diplomáticas, y esto se hizo el 31 de agosto.
Las relaciones entre los dos países se elevaron a nivel de embajada el 10 de septiembre de 1954.
Las relaciones entre Estados Unidos y Finlandia son cálidas. Unos 270.000 ciudadanos estadounidenses visitan Finlandia anualmente, y unos 6.000 ciudadanos estadounidenses son residentes allí. Los Estados Unidos tienen un programa de intercambio educativo en Finlandia que es comparativamente grande para un país de Europa occidental del tamaño de Finlandia. Se financia en parte con un fondo fiduciario establecido en 1976 a partir del pago final de Finlandia de un préstamo de los Estados Unidos realizado después de Primera Guerra Mundial.

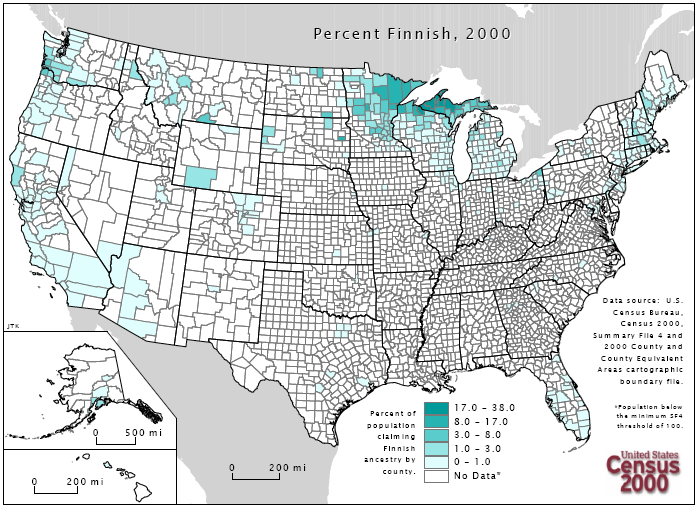
Porcentaje de étnicos finlandeses en Estados Unidos por condados.

Finlandia limita al este con Rusia y, como uno de los vecinos de la [Unión Soviética], ha sido de particular interés e importancia para los Estados Unidos tanto durante la Guerra Fría como en sus consecuencias. Antes de que se disolviera la URSS en 1991, la antigua política estadounidense consistía en apoyar la neutralidad finlandesa mientras mantenía y reforzaba los lazos históricos, culturales y económicos de Finlandia con Occidente. Los Estados Unidos han acogido con satisfacción la mayor participación de Finlandia desde 1991 en las estructuras económicas y políticas occidentales.
Las relaciones económicas y comerciales entre Finlandia y los Estados Unidos están activas y se vieron reforzadas por la compra F-18 Hornet. El comercio entre Estados Unidos y Finlandia totaliza casi $ 5 mil millones anuales. Los Estados Unidos reciben alrededor del 7% de las exportaciones de Finlandia, principalmente pulpa y papel, barcos, maquinaria, productos electrónicos, instrumentos y productos refinados del petróleo. – y aporta alrededor del 7% de sus importaciones – principalmente computadoras, semiconductores, aviones, maquinaria.
Los principales funcionarios de los Estados Unidos incluyen
- Embajador - Robert Pence[4]
- Jefe Adjunto de Misión - Susan Elbow
- Consejero de asuntos públicos - Jeff Reneau
- Jefe de la sección político-económica - Rodney Hunter
- Asuntos de gestión - Steven Rider
- Sección Comercial - Nicolás Kuchova.
- Agregado de Defensa - Coronel Scott Shugato
- Oficial Consular - Susan Carl
- Oficial de Seguridad Regional - Rick Gregory
- Oficial agrícola - Steve Huete (residente en La Haya)

La embajada de los Estados Unidos en Finlandia se encuentra en Helsinki.

## Lecturas externas
- Fields, Marek. "Reinforcing Finland's Attachment to the West: British and American Propaganda and Cultural Diplomacy in Finland, 1944-1962." (2015). Abstract
- Golubev, Alexey, and Irina Takala. The Search for a Socialist El Dorado: Finnish Immigration to Soviet Karelia from the United States and Canada in the 1930s (MSU Press, 2014)
- Jakobson, Max. The diplomacy of the winter war: an account of the Russo-Finnish War, 1939-1940 (Harvard Univ Press, 1961.)
- Rislakki, Jukka, "`Without Mercy': U.S. Strategic Intelligence and Finland in the Cold War," Journal of Military History, (Jan. 2015) 79#1 pp: 127-49.
- Schwartz, Andrew J. America and the Russo-Finnish War (Public Affairs Press, 1960)